# ФК Химик (Дзержинск)
„Химик“ е футболен клуб в гр. Дзержинск, Нижегородска област, Русия.
От сезон 2013/14 отборът му се състезава във ФНЛ.

## История
Първият професионален клуб в Дзержинск е създаден през 1946 г. Отборът участва във Втора лига на СССР, но е разформирован през 1950. Десет години по-късно, е създаден заводският тим „Заря“, но той оцелява само един сезон, след което е закрит. През 1962 заводите „Волна“ и „Жирних спиртов“ основават отборът „Волна“. През 1964 двата завода са обединени, а отборът – преименуван на „Химик“. В продължение на 40 години Химик играе във Втора лига на СССР и по-късно на Русия. Най-големият успех на отбора по това време е трето място през 1965, 1970 и 1995. През 2001 спонсор на Химик става компанията „Сибур“. В края на 2002 тимът фалира и изпада в ЛФЛ. През 2007 Химик печелят ЛФЛ и купата на МФС Приволжие и се завръщат във Втора дивизия. Химик са в средата на таблицата във 2 дивизия, докато през сезон 2012/13 не печелят турнира. Освен това, достигат 1/16 финал в Купата на Русия, където губи от ФК Краснодар.

## Известни играчи
- Дмитрий Черишев
- Валери Попович
- Никита Маляров
- Олег Макеев
- Никита Талаликин